# Niżnij Woronok
Niżnij Woronok (ros. Нижний Воронок) – wieś (ros. деревня, trb. dieriewnia) w zachodniej Rosji, w sielsowiecie olchowskim rejonu chomutowskiego w obwodzie kurskim.

## Geografia
Miejscowość położona jest nad rzeką Woronowka, 14 km od centrum administracyjnego sielsowietu olchowskiego (Olchowka), 24 km od centrum administracyjnego rejonu (Chomutowka), 103 km od Kurska.

## Historia
Do czasu reformy administracyjnej w roku 2010 wieś Niżnij Woronok wchodziła w skład sielsowietu bolszealeszniańskiego, który w tymże roku został (wraz z sielsowietami niżnieczupachińskim i nadiejskim) włączony w sielsowiet olchowski.

## Demografia
W 2010 r. miejscowość zamieszkiwało 6 osób.